# Jerzy Antczak
Jerzy Antczak (ur. 25 grudnia 1929 we Włodzimierzu) – polski reżyser telewizyjny, teatralny i filmowy oraz aktor.

## Życiorys
Absolwent Liceum Ogólnokształcącego im. Adama Mickiewicza w Lublińcu. Następnie ukończył Wyższą Szkołę Teatralną im. Leona Schillera w Łodzi, dyplom uzyskał w 1953.
Jako aktor debiutował na deskach Teatru Powszechnego w Łodzi; później zajmował się też reżyserią, od końca lat 50. aktywny już tylko jako reżyser.
W 1957 był dyrektorem teatru „715” w Łodzi, w 1959 naczelnym reżyserem Łódzkiego Ośrodka Telewizyjnego, a od 1963 naczelnym reżyserem Warszawskiego Ośrodka Telewizyjnego.
W latach 1963–1975 był naczelnym reżyserem Teatru Telewizji. Reżyserował osobiście m.in. Kordiana J. Słowackiego, Trzy siostry Czechowa, Szklaną menażerię T. Williamsa; również ważne spektakle Teatru Faktu (Epilog Norymberski). 22 lipca 1964 z okazji 20-lecia Polski Ludowej otrzymał zespołową nagrodę państwową I stopnia za twórczość artystyczną w teatrze telewizji.
Laureat nagrody państwowej I stopnia (indywidualnej 1964 i 1970, zespołowej 1976).
W 1977 jego film Noce i dnie był nominowany do Oscara w kategorii najlepszy film nieanglojęzyczny.
Od 1979 mieszka w USA, gdzie jest wykładowcą (z tytułem profesora) Uniwersytetu Kalifornijskiego (UCLA) w Los Angeles, na Wydziale Filmu i Telewizji. Na początku lat 90. czasowo przebywał w Polsce, realizując dwa filmy: Dama kameliowa i Chopin. Pragnienie miłości oraz dwa przedstawienia teatru TV: „Cezar i Pompejusz” oraz „Ścieżki chwały”.
14 września 2013 otrzymał Platynowe Lwy za całokształt twórczości na 38. Festiwalu Filmowym w Gdyni.

### Życie prywatne
Od 1956 aż do śmierci żony w 2024 roku był żonaty z aktorką Jadwigą Barańską, z którą ma syna Mikołaja (ur. 1964).

## Filmografia
| Rok  | Film                       | Reżyser | Scenarzysta | Uwagi                                                                                          |
| ---- | -------------------------- | ------- | ----------- | ---------------------------------------------------------------------------------------------- |
| 1962 | Spóźnieni przechodnie      | T       |             | film fabularny, cz. 4 – Stary profesor, na podstawie opowiadania Stanisława Dygata             |
| 1962 | Łabędzi śpiew              | T       | T           | film fabularny, telewizyjny, na podstawie opowiadania Antona Czechowa                          |
| 1965 | Wystrzał                   | T       | T           | film fabularny, telewizyjny, na podstawie opowiadania Aleksandra Puszkina                      |
| 1966 | Mistrz                     | T       |             | film fabularny, telewizyjny                                                                    |
| 1968 | Hrabina Cosel              | T       |             | film fabularny, na podstawie powieści Ignacego Józefa Kraszewskiego pod tym samym tytułem      |
| 1968 | Hrabina Cosel              | T       |             | serial fabularny                                                                               |
| 1970 | Epilog norymberski         | T       | T           | film fabularny, telewizyjny                                                                    |
| 1975 | Noce i dnie                | T       | T           | film fabularny, adaptacja powieści Marii Dąbrowskiej pod tym samym tytułem                     |
| 1977 | Noce i dnie                | T       | T           | serial fabularny                                                                               |
| 1982 | The Wall                   | T       |             | film fabularny, telewizyjny, produkcji amerykańskiej, na podstawie powieści Johna Herseya      |
| 1994 | Dama kameliowa             | T       |             | film fabularny, telewizyjny, adaptacja powieści Aleksandra Dumasa (syna) pod tym samym tytułem |
| 2002 | Chopin. Pragnienie miłości | T       | T           | film fabularny, również w wersji angielskiej Chopin. Desire for Love                           |

## Teatr Telewizji
Jerzy Antczak zrealizował dla telewizji około 130 przedstawień.
Wybrane pozycje
- Zegarek 1961; wystąpili: Tadeusz Łomnicki, Kazimierz Opaliński, Antonina Gordon-Górecka
- Wilki w nocy 1962; wystąpili: Jadwiga Barańska, Mariusz Dmochowski, Zofia Mrozowska, Edmund Fetting, Zdzisław Mrożewski
- Szklana menażeria 1963; wystąpili: Jadwiga Barańska, Barbara Ludwiżanka, Władysław Kowalski, Ignacy Gogolewski
- Kordian 1963; wystąpili: Ignacy Gogolewski, Kazimierz Opaliński, Zdzisław Mrożewski, Ignacy Machowski
- Wspólny pokój 1964; wystąpili: Michał Pawlicki, Ignacy Machowski, Stanisław Zaczyk, Ryszarda Hanin, Władysław Kowalski, Marian Kociniak
- Mistrz (również wersja filmowa) 1964; wystąpili: Janusz Warnecki, Stanisław Zaczyk, Ryszarda Hanin, Igor Śmiałowski
- Dudek 1964; wystąpili: Jadwiga Barańska, Czesław Wołłejko, Danuta Szaflarska, Irena Kwiatkowska, Edward Dziewoński, Andrzej Szczepkowski, Igor Śmiałowski, Lech Ordon
- Dni Turbinych 1965; wystąpili: Michał Pawlicki, Andrzej Zaorski, Ryszard Pietruski, Władysław Hańcza, Jerzy Turek, Zbigniew Zapasiewicz
- Pożegnanie z Marią 1966; wystąpili: Tadeusz Łomnicki, Ewa Wiśniewska, Zbigniew Zapasiewicz, Marian Kociniak, Leonard Pietraszak
- Skowronek 1966; wystąpili: Jadwiga Barańska, Józef Nalberczak, Edmund Fetting, Henryk Borowski, Stanisław Jasiukiewicz, Ignacy Gogolewski, Zdzisław Mrożewski
- Notes 1968; wystąpili: Tadeusz Fijewski, Zofia Kucówna, Jan Englert, Eugenia Herman, Stanisław Milski, Andrzej Zaorski, Teresa Szmigielówna, Ryszard Pietruski
- Trzy siostry 1968; wystąpili: Jadwiga Barańska, Zofia Petri, Jolanta Wołłejko, Tadeusz Fijewski, Ignacy Gogolewski, Bronisław Pawlik, Stanisław Jasiukiewicz, Jan Englert, Ryszard Pietruski
- Oświadczyny. Jubileusz 1971; wystąpili: Jadwiga Barańska, Tadeusz Fijewski, Mieczysław Pawlikowski, Wanda Łuczycka
- O szkodliwości palenia tytoniu 1971; wystąpił: Tadeusz Fijewski (Było to pierwsze przedstawienie teatru tv zrealizowane w kolorze)
- Ścieżki chwały 1995; wystąpili: Janusz Nowicki, Leon Charewicz, Adam Ferency, Janusz Michałowski, Artur Żmijewski, Henryk Machalica, Marcin Troński, Artur Barciś, Sławomir Orzechowski, Bronisław Wrocławski
- Cezar i Pompejusz 1996; wystąpili: Zbigniew Zapasiewicz, Mariusz Benoit, Stanisława Celińska, Jerzy Kamas, Artur Żmijewski, Leon Charewicz, Cezary Morawski, Marcin Troński

## Książki
Jerzy Antczak wydał dwie autobiografie:
- Noce i dnie mojego życia (2009);
- Jak ja ich kochałem (2020).

## Odznaczenia i nagrody[8]

### Odznaczenia
- Krzyż Komandorski Orderu Odrodzenia Polski (1976)
- Krzyż Oficerski Orderu Odrodzenia Polski (1970)
- Krzyż Kawalerski Orderu Odrodzenia Polski (1964)
- Złoty Medal „Zasłużony Kulturze Gloria Artis” (10 października 2008)[9]

### ZłoteEkrany
- 1964: Kordian
- 1966: Wystrzał
- 1971: Epilog Norymberski

### Inne nagrody
- Nagrody Komitetu do Spraw Radia i Telewizji (pięciokrotnie)
- 1966: Palermo Światowy Festiwal Radia i Telewizji – Mistrz film TV. „Prix Italia”
- 1968: Sofia, Bułgaria Festiwal Teatrów Interwizji – „Notes” Grand Prix
- 1976: Nagroda specjalna Międzynarodowej Unii Krytyki Filmowej za Noce i dnie
- 2003: Chopin. Pragnienie miłości, The WorldFest-Houston International Film Festival, The Platinum Remi Award – „Platyna” dla najlepszego dramatu
- 2008: Epilog norymberski, The WorldFest-Houston International Film Festival, The Platinum Remi Award – „Platyna” dla najlepszego filmu z gatunku „dokudrama”
- 2013: Platynowe Lwy za całokształt twórczości na 38. Festiwalu Polskich Filmów Fabularnych w Gdyni
- 2015: Złota Sowa Polonii za twórczość filmową
- 2015: Diamentowe Lwy za najlepszy film Noce i dnie na 40-lecie Festiwalu Filmowego w Gdyni (2015)